# Pierre Paris
Pierre Paris (Rodez, França, 15 de gener de 1859 - Madrid, 20 d'octubre de 1931) va ser un arqueòleg, historiador i escriptor francès, membre de l'Institut de França. Va dirigir a Madrid l'Escola d'Alts Estudis Hispànics i Arqueològics –delegació de la seu central de la Universitat de Bordeus– i la Casa de Velázquez, així com, amb Henri Merimée i Alfred Morel-Fatio, el Bulletin Hispanique des de 1899, any de la seva fundació. El seu nom està unit sobretot a l'arqueologia ibèrica, perquè va escriure fonamentalment estudis sobre l'art i l'arqueologia d'Espanya, com els Promènades archéologiques a Espagne (1910).

## Biografia
Va néixer a Rodez el 1859, va cursar estudis a l'Escola Normal Superior, on va arribar a exercir com a catedràtic de Lletres. Entre 1882 i 1885 va ser membre de l'Escola Francesa d'Atenes. El seu interès pel món ibèric va començar el 1887, quan va accedir a la càtedra d'Arqueologia i Història de l'Art de la Facultat de Lletres de Bordeus. Després d'un inicial enfocament cap al món grec, sengles viatges a Espanya en aquell any, i el 1895, li van inclinar a canviar la seva orientació científica.
La seva activitat com a arqueòleg a Espanya la va iniciar en el sud-est i est, realitzant excavacions a Meca, El Amarejo, Oriola, Rojales, Elx i Sagunt.Amb posterioritat va realitzar excavacions a  Ursina (1903), Almedinilla (1904), Bolonya (1917-1921) y Setefilla (1926-27). Recentment ha estat descobert i publicat un interessant àlbum inèdit de fotografies de les seves excavacions amb Arthur Engel a Osuna. El 1897 es va avançar i va aconseguir adquirir per a França l'acabada d'aparèixer i després tan cèlebre Dama d'Elx.

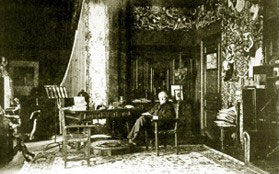
Pierre Paris al seu despaix a la Cassa Velàzquez de Madrid. (Circa 1920)

Després de la gran activitat desenvolupada com a arqueòleg durant els primers anys del segle xx, va passar a ser un gran professor. Així va contribuir a la creació del Bulletin Hispanique de la Universitat de Bordeus; també va participar en la fundació de l'Escola d'Alts Estudis Hispànics de l'Institut Francès de Madrid (1909) i de la Casa de Velázquez (1928), de la que va ser el seu primer director. Va ser pioner en intentar abastar totes les activitats creadores i productives dels ibers, des de l'art a la seva indústria, de forma especial amb la seva obra Essai sur l'art, el l'industrie de l'Espagne primitive (1903-1904).
Va morir prematurament a l'octubre de 1931 a Madrid, en la pròpia Casa de Velázquez, d'una greu i inesperada infecció pulmonar, al retorn d'un viatge a França, i les seves restes reposen al cementiri de L'Almudena de la pròpia ciutat.

## Principals publicacions
- La Sculpture antique. Paris : Maison Quantin, 1888.
- Élatée, la ville, le temple d'Athéna Cranaia. Paris : E. Thorin, 1891.
- Polyclète. Paris : Librairie de l'art, 1895.
- Essai sur l'art et l'industrie de l'Espagne primitive. Paris : E. Leroux, 1903-1904, vol. 1 ; vol. 2.
- Une forteresse ibérique à Osuna. amb d' Arthur Engel. Extrait des Nouvelles Archives des missions scientifiques et littéraires, 13. Paris : Imprimerie nationale. 1906.
- Lexique des antiquités grecques. amb. de Gabriel Roques. Paris : A. Fontemoing, 1909.
- Promenades archéologiques en Espagne. Paris : E. Leroux, 1910-1921.
- Fouilles de Belo (Bolonia, province de Cadix) (1917-1921). I. La Ville et ses dépendances. amb de George Edward Bonsor, Alfred Laumonier, Robert Ricard et Cayetano de Mergelina. Bordeaux : Feret et fils (« Bibliothèque de l'École des hautes études hispaniques »), 1923.
- Fouilles de Belo (Bolonia, province de Cadix) (1917-1921). II. La Nécropole amb de George Edward Bonsor, Alfred Laumonier, Robert Ricard et Cayetano de Mergelina. Bordeaux : Feret et fils (« Bibliothèque de l'École des hautes études hispaniques »), 1926.
- Fouilles dans la région d'Alcañiz (province de Teruel). I. Le Cabezo del Cuervo. II. Le Taratrato amb de Vicente Bardavíu. Bordeaux-Paris : E. de Boccard, H. Champion (« Bibliothèque de l'École des hautes études hispaniques »), 1926.
- Goya. Paris : Plon (« Les Maîtres de l'art »), 1928.
- La Peinture espagnole depuis les origines jusqu'au début du XIXe siècle. Paris, Bruxelles : Ed. G. van Oest, 1928.
- Le Musée archéologique national de Madrid. Paris : Éditions d'art et d'histoire, 1936.
- L'Espagne de 1895 et 1897, journal de voyage. Bordeaux : Centre Pierre Paris, 5. Paris : De Boccard, 1979.

### Articles
- « Buste espagnol de style gréco-asiatique trouvé à Elche (musée du Louvre) ». Monuments et Mémoires de la Fondation Piot, 1897, IV, 2, p. 137-168.
- « Petit Taureau ibérique en bronze du musée provincial de Barcelone ». Bulletin hispanique, 1900, II, p. 165.
- « Sculptures du Cerro de Los Santos ». Bulletin hispanique, 1901, III, 2, p. 113-13.
- « Petit Cavalier ibérique (figurine de bronze au musée du Louvre) ». Bulletin hispanique, 1904, VI, 1, 1904, p. 1-2.
- « Antiquités ibériques du Salobral (Albacete) ». Bulletin hispanique, 1906, VIII, 3, p. 221-224.
- « Le Trésor de Javea (Espagne) ». Revue d'archéologie, 1906, p. 424-435.
- « Fouilles et Recherches à Almedinilla (province de Cordoue) ». Collab. de Arthur Engel, Revue d'archéologie, 1906, 2, p. 49-92.
- « Note sur la céramique ibérique ». L'Anthropologie, XVII, 1907, p. 626-632.
- « Quelques vases ibériques inédits (musée municipal de Barcelone et musée du *Louvre ». Anuario de l'Institut d'Estudis Catalans, 1907, p. 76-88.
- « Fouilles et Découvertes archéologiques en Espagne et au Portugal ». 1908, Bulletin hispanique, X, p. 333-352.
- « L'Archéologie en Espagne et en Portugal, mai 1908-mai 1910 ». Bulletin hispanique, 1911, XIII, 2, p. 109-132.
- « L'Archéologie en Espagne et en Portugal, mai 1910-mai 1912 ». Bulletin hispanique, 1913, XV, p. 1-17, 117-153.
- « La Poterie peinte ibérique d'Emporion ». Revue d'archéologie, 1917, II, p. 75-94.